# Die Drachenfalle – Ejder Kapani
Die Drachenfalle – Ejder Kapani ist ein türkischer Action-Thriller aus dem Jahr 2010. 

## Handlung
Nachdem die 12-jährige Schwester des Ex-Soldaten Ensar vergewaltigt wird, verschwindet Ensar. Kurz darauf beginnt eine Mordserie in Istanbul, bei der ausschließlich Pädophile ermordet werden. Immer mehr Indizien deuten darauf hin, dass Ensar zum Serienmörder wurde. Die Ermittlungen werden vom Vizepräsidenten der Kriminalpolizei und Chefinspektor Celal übernommen. Doch Ensar kann immer wieder entkommen. Innerhalb der Bevölkerung wird er für seine Selbstjustiz immer beliebter.

## Kritik
„Thriller, der hinter seiner äußeren Handlung subtil Defizite der türkischen Gesellschaft verhandelt; er unterhält als spannungsreiche, wenn auch mitunter eklektizistische Mischung aus bildsprachlichen Arthouse-Zitaten, solider Genredramaturgie und Star-Kino.“

„In diesem gut besetzten und inszenierten Thriller mit einigen guten Actionszenen, in dem der Regisseur in die Rolle des Ermittlers Abbas überzeugt, erzählt er die Geschichte eines Serienkillers, der auf die Tolerierung seiner Taten durch die Bevölkerung zählen kann und der Polizei immer wieder ein Schnippchen schlägt.“

## Veröffentlichung
Der Film startete am 22. Januar 2010 in den türkischen Kinos. Nur sechs Tage später wurde er auch im Vereinigten Königreich, den Niederlanden und in Deutschland in den Kinos veröffentlicht. Insgesamt kam der Film auf ein Einspielergebnis von knapp 4,3 Mio. US-Dollar.